# 查尔斯城 (艾奥瓦州)
查尔斯城（Charles City）是美国艾奥瓦州弗洛伊德县的城市和县城。2010年美国人口普查时人口为7652人，从2000年人口普查的7812人减少了160人，降幅为2％。 查尔斯市是该地区重要的商业和运输中心，位于18号和218号美国国道、爱荷华高速公路14号沿线，加拿大国家铁路和爱荷华、芝加哥和东部铁路经过境内。